# Metrionella
Metrionella es un género de escarabajos de la familia Chrysomelidae. En 1932 Spaeth describió el género.
Es de distribución neotropical con una especie (Metrionella bilimeki) que llega al sur de Estados Unidos.
Contiene doce especies:
- Metrionella angularis (Champion, 1894)
- Metrionella biguttula Spaeth, 1932
- Metrionella bilimeki (Spaeth, 1932)
- Metrionella calva (Boheman, 1855)
- Metrionella connata Spaeth, 1932
- Metrionella erratica (Boheman, 1855)
- Metrionella glabrescens Spaeth, 1932
- Metrionella irrorata Spaeth, 1932
- Metrionella placans Spaeth, 1932
- Metrionella strandi Spaeth, 1932
- Metrionella tucumana Borowiec, 2006
- Metrionella tumacoensis Borowiec, 2002